# Angel Roussev
 (mai 2024).
La mise en forme du texte ne suit pas les recommandations de Wikipédia : il faut le « wikifier ».
Les points d'amélioration suivants sont les cas les plus fréquents. Le détail des points à revoir est peut-être précisé sur la page de discussion.
- Les titres sont pré-formatés par le logiciel. Ils ne sont ni en capitales, ni en gras.
- Le texte ne doit pas être écrit en capitales (les noms de famille non plus), ni en gras, ni en italique, ni en « petit »…
- Le gras n'est utilisé que pour surligner le titre de l'article dans l'introduction, une seule fois.
- L'italique est rarement utilisé : mots en langue étrangère, titres d'œuvres, noms de bateaux, etc.
- Les citations ne sont pas en italique mais en corps de texte normal. Elles sont entourées par des guillemets français : « et ».
- Les listes à puces sont à éviter, des paragraphes rédigés étant largement préférés. Les tableaux sont à réserver à la présentation de données structurées (résultats, etc.).
- Les appels de note de bas de page (petits chiffres en exposant, introduits par l'outil «  Source ») sont à placer entre la fin de phrase et le point final[comme ça].
- Les liens internes (vers d'autres articles de Wikipédia) sont à choisir avec parcimonie. Créez des liens vers des articles approfondissant le sujet. Les termes génériques sans rapport avec le sujet sont à éviter, ainsi que les répétitions de liens vers un même terme.
- Les liens externes sont à placer uniquement dans une section « Liens externes », à la fin de l'article. Ces liens sont à choisir avec parcimonie suivant les règles définies. Si un lien sert de source à l'article, son insertion dans le texte est à faire par les notes de bas de page.
- La présentation des références doit suivre les conventions bibliographiques. Il est recommandé d'utiliser les modèles {{Ouvrage}}, {{Chapitre}}, {{Article}}, {{Lien web}} et/ou {{Bibliographie}}. Le mode d'édition visuel peut mettre en forme automatiquement les références.
- Insérer une infobox (cadre d'informations à droite) n'est pas obligatoire pour parachever la mise en page.

Pour une aide détaillée, merci de consulter Aide:Wikification.
Si vous pensez que ces points ont été résolus, vous pouvez retirer ce bandeau et améliorer la mise en forme d'un autre article.
Angel Khriskov Roussev (en bulgare : Ангел Хрисков Русев), est un haltérophile bulgare né le 13 juillet 2001, quintuple champion d'Europe dans la catégorie des moins de 55 kg de 2021 à 2025.
Aux championnats du monde d'Achgabat en 2018, il finit troisième de sa catégorie en épaulé-jeté et sixième au classement général. En 2021 à Tachkent, il obtient de nouveau le bronze dans la catégorie des moins de 55 kg, ainsi que l'or en épaulé-jeté.

## Palmarès
| Année                                 | Rang                                  | Catégorie                             | Arraché (en kg)                       | Arraché (en kg)                       | Arraché (en kg)                       | Arraché (en kg)                       | Épaulé-jeté (en kg)                   | Épaulé-jeté (en kg)                   | Épaulé-jeté (en kg)                   | Épaulé-jeté (en kg)                   | Total                                 | Rang                                  |
| Année                                 | Rang                                  | Catégorie                             | 1                                     | 2                                     | 3                                     | Rang                                  | 1                                     | 2                                     | 3                                     | Rang                                  | Total                                 | Rang                                  |
| Сhampionnats du monde d'haltérophilie | Сhampionnats du monde d'haltérophilie | Сhampionnats du monde d'haltérophilie | Сhampionnats du monde d'haltérophilie | Сhampionnats du monde d'haltérophilie | Сhampionnats du monde d'haltérophilie | Сhampionnats du monde d'haltérophilie | Сhampionnats du monde d'haltérophilie | Сhampionnats du monde d'haltérophilie | Сhampionnats du monde d'haltérophilie | Сhampionnats du monde d'haltérophilie | Сhampionnats du monde d'haltérophilie | Сhampionnats du monde d'haltérophilie |
| ------------------------------------- | ------------------------------------- | ------------------------------------- | ------------------------------------- | ------------------------------------- | ------------------------------------- | ------------------------------------- | ------------------------------------- | ------------------------------------- | ------------------------------------- | ------------------------------------- | ------------------------------------- | ------------------------------------- |
| 2018                                  | Аchgabat, Turkménistan                | Hommes -55 kg                         | 103                                   | 108                                   | -                                     | 7                                     | 130                                   | 135                                   | 140                                   | Médaille de bronze                    | 248                                   | 6                                     |
| 2021                                  | Таchkent, Ouzbékistan                 | Hommes -55 kg                         | 106                                   | 110                                   | 112                                   | 7                                     | 140                                   | 144                                   | 147                                   | Médaille d'or                         | 254                                   | Médaille de bronze                    |
| 2022                                  | Bogota, Colombie                      | Hommes -55 kg                         | 106                                   | 110                                   | 110                                   | 9                                     | 141                                   | 145                                   | 145                                   | 5                                     | 247                                   | 6                                     |
| Championnats d'Europe d'haltérophilie |                                       |                                       |                                       |                                       |                                       |                                       |                                       |                                       |                                       |                                       |                                       |                                       |
| 2018                                  | Bucarest, Roumanie                    | Hommes -56 kg                         | 100                                   | 103                                   | 105                                   | 6                                     | 125                                   | 125                                   | 128                                   | 5                                     | 233                                   | 5                                     |
| 2019                                  | Batoumi, Géorgie                      | Hommes -55 kg                         | 105                                   | 110                                   | 112                                   | 4                                     | 136                                   | 138                                   | 146 EJR                               | Médaille d'or                         | 256 EJR                               | Médaille d'argent                     |
| 2021                                  | Моscou, Russie                        | Hommes -55 kg                         | 105                                   | 105                                   | 111                                   | Médaille de bronze                    | 140                                   | 147                                   | 147 EJR                               | Médaille d'or                         | 258 EJR                               | Médaille d'or                         |
| 2022                                  | Тirana, Аlbanie                       | Hommes -55 kg                         | 108                                   | 111                                   | 113                                   | Médaille de bronze                    | 140                                   | 144                                   | 148                                   | Médaille d'or                         | 257                                   | Médaille d'or                         |
| 2023                                  | Еrevan, Аrménie                       | Hommes -55 kg                         | 105                                   | 108                                   | 109                                   | 4                                     | 135                                   | 141                                   | —                                     | Médaille d'or                         | 250                                   | Médaille d'or                         |
| 2024                                  | Sofia, Bulgarie                       | Hommes -55 kg                         | 105                                   | 109                                   | 111                                   | Médaille de bronze                    | 135                                   | 140                                   | —                                     | Médaille d'or                         | 244                                   | Médaille d'or                         |
| 2025                                  | Chișinău, Moldavie                    | Hommes -55 kg                         | 105                                   | 110                                   | 111                                   | 8                                     | 141                                   | 150                                   | —                                     | Médaille d'or                         | 246                                   | Médaille d'or                         |